# Edinson Palma Jiménez
Edinson José Palma Jiménez (Baranoa, Atlántico, 14 de abril de 1980) es un abogado y político colombiano. Es conocido por su carrera en el servicio público y por ser el alcalde de Baranoa para el periodo 2024 - 2027.

## Educación
Edinson Palma completó su educación inicial en el Jardín Infantil Departamental de Baranoa. Posteriormente, cursó hasta tercer grado de básica primaria en el Colegio Popular Zoraya Martínez Manotas y finalizó su educación básica en la Escuela Mixta No. 4 del Club de Leones. Continuó su formación secundaria en el Colegio Mixto Bachillerato de Baranoa - COMIXBA.
Edinson se graduó como abogado de la Universidad Simón Bolívar. Además, obtuvo una especialización en Derecho Público, Ciencia y Sociología Política de la Universidad Externado de Colombia en convenio con la Universidad Complutense de Madrid, España, y la Universidad de Milán, Italia. Asimismo, completó un máster en Ciencia Política y Gobierno de la Universidad del Norte.

## Carrera política
Edinson Palma inició su trayectoria política en el servicio público, donde gestionó obras para Baranoa, como la construcción de la Estación y la dotación de equipamiento para el Cuerpo de Bomberos Voluntarios, proyectos de rehabilitación de vías terciarias en el departamento del Atlántico y construcción de reservorios en zonas rurales del municipio.
En el año 2011, Edinson Palma se postuló como candidato a la Alcaldía de Baranoa presentando una campaña bajo el lema "El Sentir de un Pueblo”, aunque no resultó electo en esa ocasión, siguió con su trayectoria política, fue concejal de Baranoa y subsecretario de Prevención y Atención de Desastres en la Gobernación del Atlántico. Además, asesoró en la Oficina de Gestión Catastral del Distrito de Barranquilla y en la Unidad Nacional para la Gestión del Riesgo de Desastres. También tuvo participación como asesor en el Instituto de Desarrollo Urbano de Bogotá (IDU) y como miembro del Tribunal de Garantías Electorales del departamento del Atlántico en el Consejo Nacional Electoral (CNE).

## Alcaldía de Baranoa
Luego de su primera campaña a la Alcaldía en 2011, donde resultó electo el alcalde Roberto Celedón Venegas, Edinson volvió a la contienda electoral en las elecciones locales de Baranoa 2023, año para el cual Celedón seguía siendo primera autoridad del municipio luego de haberse reelegido en 2019. Esta vez, Palma se convirtió en alcalde electo del municipio de Baranoa para el periodo 2024 - 2027 con 20.975 votos, que representaron el 55,52% de los votos totales, derrotando así a su mayor contrincante, Wilmer Barandica Cepeda.